# Urdorf
Urdorf est une commune suisse du canton de Zurich.

## Géographie

Photo aérienne (1965).

Urdorf se trouve à une altitude de 416 mètres, dans la vallée de la Limmat.
Les communes voisines sont Dietikon, Schlieren, Rudolfstetten-Friedlisberg et Birmensdorf. La ville la plus proche est Zurich, à 8 km de distance.
Le sommet Uetliberg se trouve à 12 km de la commune.
La station de ski la plus proche est la station du Rigi, accessible depuis Weggis (LU), à 45 km.

## Histoire
On retrouve des traces d'habitat datant de l'âge du bronze dans la commune à travers une maison de maître d'une villa romaine dans la région.
À l'époque du Moyen Âge, il y avait sur la commune d'Oberurdorf l'abbaye de Saint-Blaise ainsi qu'un moulin et une taverne. La région dépendait du comté de Baden en matière de haute justice. Oberurdorf a appartenu au fief de Regensberg, puis aux Habsbourg-Laufenbourg jusqu'en 1384. Zurich a acquis la commune en trois temps en 1487, 1495 et 1511.
Urdorf a fusionné en 1931 avec les communes de Niederurdorf et d'Oberurdorf.
Urdorf avait une paroisse protestante et une paroisse catholique a été créée en 1960 avec l'église Saint-Nicolas-de-Flue en 1964.
Dans les années 1960, Urdorf est devenue une commune résidentielle suburbaine.

## Risques répertoriés
Urdorf est proche de trois centrales nucléaires qui sont à Beznau (24 km), Leibstadt (30 km) et Gösgen (34 km).

## Entreprise locale
La société Sax-Couleurs, créée en 1889, fabrique des peintures à l'huile pour le bâtiment ainsi que des pigments et des huiles. Dans les années trente, Cuno Amiet utilisa les peintures Sax. Winston Churchill se lia d'amitié avec le dirigeant de la société et ils se rencontrèrent souvent en présence d'artistes.
La société est à présent le seul fabricant suisse de peintures minérales et a un effectif de trente personnes.